# Saison PIHA 2011
Navigation
2010 2012
La saison 2011 est la dixième saison de la Professional inline hockey association.
Les St. Louis Snipers sont sacrés champions et remportent la coupe Founders (Founders Cup).